# Charles Caton de Court
Charles Caton de Court, né en mars 1654 à Pont-de-Vaux et mort le 16 août 1694 au camp de Vignamont est un aristocrate, militaire et homme de lettres français du XVIIe siècle.

## Biographie

### Origines et famille
Charles Caton de Court est le fils de Charles de Court, gentilhomme ordinaire du roi de France, et d'Anne de Saumaise. Il naquit à Pont-de-Vaux au mois de mars de l'année 1654. 
Son frère, Claude-Élisée de Court de La Bruyère (1666 - 1752) fera carrière dans la marine royale et parviendra au grade de vice-amiral de la flotte du Ponant.

### Jeunesse et études
Il fait ses premières études à Bourg-en-Bresse, avant d'aller étudier la rhétorique et la philosophie à Lyon. Quand il fut retourné à la maison de son père, pour s'y guérir d'une fièvre quarte, il y lut par manière de divertissement les meilleurs livres français, et y apprit la pureté de la langue. Il étudia ensuite les originaux, et profita plus, en lisant seul les auteurs grecs, qu'il n'avait fait dans les collèges avec le recours des maîtres. À l'âge de vingt ans, il se rendit à Paris, déjà fort savant, et avec un ardent désir de le devenir davantage. Bien qu'il fût maître de sa conduite dans une ville, où règnent le luxe et les plaisirs, il n'eut point d'autre désir que d'apprendre. Des vingt-quatre heures du jour, il étudiait quelquefois vingt, et donnait à peine le reste à la nourriture et au sommeil. 
Il apprit les langues mortes et vivantes, et puisa une infinité de connaissances dans leurs propres sources. Il étudia les livres sacrés dans leurs langues originales, et les lettres profanes dans les livres les plus rares et les plus curieux sur l'antiquité. Tout ce qu'il avait lu lui était présent, et sur quelque sujet qu'on le mît, il en parlait de la même sorte, que si c'eût été son unique étude. Il fit un nouveau plan du droit civil et du droit ecclésiastique, et donna des marques d'une grande connaissance dans les matières de religion. On ne pouvait lui montrer d'inscription, ni de médaille, qu'il ne lût sur-le-champ. Il y avait peu de monument antique, qu'il ne réparât. S'il se délassait d'une occupation, c'était par une autre. Le but qu'il se proposait n'était ni la réputation, ni la fortune ; c'était uniquement de découvrir la vérité et d'acquérir la vertu. 
Après avoir formé son esprit, il voulut juger des mœurs et des coutumes étrangères. Il alla à Rome, où l'architecture, la peinture, et la sculpture perfectionnèrent son goût. Enfermé près d'un an dans le Vatican, il y découvrit des richesses que peut-être leurs possesseurs ne connaissaient point. Il observa aussi la cour de Rome, et tâcha de pénétrer sa profonde politique. Il eut envie d'aller en Grèce, et même jusqu'à la Chine ; mais il retourna en son pays, pour obéir à son père, qu'il perdit bientôt après. De là il se rendit à la cour, pour aider à l'éducation du duc du Maine, fils naturel de Louis XIV. En 1687, comme il était à Londres, Boyle, membre de l'Académie royale, et tous ceux qui avaient le plus de réputation, voulurent être de ses amis. 

### Carrière militaire
Il se trouva au siège de Philippsbourg avec le duc du Maine, qui faisait sa première campagne. Son désir de tout savoir lui fit examiner avec soin tout ce qui se fit à ce siège. Au retour de l'armée, il reprit le commerce de ses livres avec la même tranquillité qu'auparavant. Il fut attaqué d'une fièvre violente au camp de Vignamont près de Hui, et mourut le 16 août 1694. L'abbé Genest a fait son portrait, qui a été imprimé in-8°, à Paris, en 1696, et duquel nous avons tiré ce que nous venons de dire.

## Sources
- Le présent texte reproduit ce que nous disent de lui Louis Moreri, Claude-Pierre Goujet, Étienne-François Drouet, in Le grand dictionnaire historique, ou Le mélange curieux de l'histoire sacrée et profane (etc.) sur Google Livres, tome 4, Paris, 1759, p. 207
- Fabrice Peyat écrit de son côté dans les Actes d'un colloque ayant pour thème « les courants artistiques et leurs productions qui se développèrent autour de la duchesse du Maine »[1] : « Il ne reste quasiment de témoignage de sa vie et de ses travaux que le Portrait de Genest, publié en 1696, à Paris, chez J. Boudot ainsi que quelques traits épars parmi les relations épistolaires de ses proches ».